# Jacques Blondel (écologue)
Pour les articles homonymes, voir Blondel et Jacques Blondel (homonymie).
Jacques Blondel, né le 4 novembre 1936 à Dijon, est un biologiste français, spécialiste de la biologie des populations et de l’écologie, en particulier l’étude des diversités biologiques à l’échelle des faunes, des peuplements et des populations, en utilisant les oiseaux comme modèle biologique. C’est un pionnier de l’approche d’écologie évolutive en biogéographie. C’est aussi un naturaliste qui œuvre dans de nombreuses instances pour la conservation des espèces naturelles et la compréhension des enjeux récents sur la biodiversité.

## Formation académique
Jacques Blondel nait à Dijon le 4 novembre 1936, deuxième d’une fratrie de neuf enfants et petit-fils du philosophe Maurice Blondel (1861-1949). Naturaliste dès son enfance, il publie ses premiers articles basés sur ses observations ornithologiques durant son service militaire en Algérie.
Son parcours académique est marqué par son recrutement au CNRS, à la station biologique de la Tour du Valat en Camargue, en 1963. Il obtient son diplôme d’études supérieures à l'université de Dijon en 1967 et une thèse de doctorat d'État en 1969. En 1981 il devient directeur de recherche au CNRS, puis directeur de recherche émérite en 2002.

## Fonctions occupées
La thèse de doctorat d’État de Jacques Blondel effectuée sous la direction de François Bourlière porte sur la « Synécologie des passereaux résidents et migrateurs dans un échantillon de la région méditerranéenne française ». À la suite de sa thèse, il est nommé directeur d’un laboratoire nouvellement créé par le CNRS en Camargue, le Centre d’écologie de Camargue, qu’il quitte au bout de quatre ans pour rejoindre l’Institut de botanique de Montpellier puis en 1981, le Centre d’études phytosociologiques et écologiques de Montpellier (CEPE), devenu le Centre d’écologie fonctionnelle et évolutive (CEFE). Il y développe une carrière qui lui vaut une renommée internationale en écologie évolutive, et en ornithologie en étudiant les facteurs qui déterminent la diversité biologique à l’échelle des avifaunes, des communautés régionales, et des populations locales de mésanges. La lecture du livre de Robert MacArthur et Edward Wilson (1967) sur la théorie de la biogéographie insulaire entraîne un tournant conceptuel dans les recherches de Jacques Blondel, motivant notamment sa mise en place de l’étude de populations de mésanges sur le continent et en Corse.
En lien notamment avec François Bourlière et Robert Barbault, Jacques Blondel est un des moteurs de l'émergence des recherches quantitatives sur les vertébrés en France, et de leur participation au développement rapide de la biologie évolutive. Il enseigne notamment durant 40 ans (1971-2010) un cours de biologie des populations et de biogéographie évolutive au troisième cycle « Sciences de l’évolution et écologie » de l'université des sciences et techniques du Languedoc / université Montpellier II. Son ouvrage Biogéographie Évolutive basé sur ces enseignements a inspiré des générations d’étudiants de langue française.
Jacques Blondel s’intéresse de plus en plus au fil du temps aux problèmes liés à la crise de la biodiversité. Il occupe en particulier la fonction de président de la Commission scientifique de l’Institut français de la biodiversité (2000-2005) et participe à de plusieurs comités comme par exemple le Conseil Scientifique du patrimoine naturel et de la biodiversité rattaché au ministre chargé de l’Environnement ou les Conseils scientifiques de nombreux espaces protégés (parcs nationaux, réserves de biosphère et parcs naturels régionaux). Il est membre du Comité français de l’IUCN. Sa notoriété auprès du grand public vient de ses conférences et textes sur la biodiversité et sa conservation.

## Domaines d'étude
Biologie des populations, biogéographie, écologie évolutive, écologie comportementale, protection de la biodiversité.

## Publications

### Ouvrages
- Biogéographie et Écologie, Paris, Masson, 1979
- en collaboration avec P. Isenmann, Guide des oiseaux de Camargue, Lausanne, Delachaux et Niestlé, 1981
- Biogéographie évolutive, Paris, Masson, 1986
- en collaboration avec A. Gosler, J. D. Lebreton, et  McCleery, Population Biology of Passerine Birds. An integrated Approach, Heidelberg, Springer-Verlag, NATO ASI Series G, vol. 24., 513 p., 1990
- Biogéographie : approche écologique et évolutive, Paris, Masson, 1995
- en collaboration avec James Aronson, Biology and Wildlife in the Mediterranean Region, Oxford, Oxford University Press, 328 p., 1999
- en collaboration avec James Aronson, Jean-Yves Bodiou, & Gilles Bœuf, The Mediterranean region. Biological Diversity in space and time, Oxford, Oxford Univ. Press, 2010
- L'Archipel de la vie : essai sur la diversité biologique et une éthique de sa pratique, Buchet-Chastel, 2012
- en collaboration avec Baruol &. R. Vianet (coord.), L’Encyclopédie de la Camargue : nature et culture dans le delta du Rhône, Buchet-Chastel, 2013
- en collaboration avec M. Gauthier-Clerc, M., et F. Mesléard, Sciences de la conservation, Louvain-la-Neuve, De Boeck, 2014
- en collaboration avec J. Lhoir, Changements globaux : défis ou Opportunités pour les oiseaux ?, Paris, Éd. Quae, 2015

### Articles
Une sélection de publications :
- (en) En collaboration avec B. Hoffmann et F. Courchamp. 2013. «The End of Invasion Biology: intellectual debate does not equate to nonsensical science». Biol. Invasions 16 (5), 977-979.
- (en) En collaboration avec F. Médail, 2009. «Biodiversity and Conservation». Pages 604-638 in J.C. Woodward (ed.). The Physical Geography of the Mediterranean Basin. Oxford University Press, Oxford.
- (en) 2008. «On Humans and wildlife in Mediterranean islands». J. Biogeogr. 35, 509-518
- (en) En collaboration avec D. W. Thomas, A. Charmantier, P. Perret, P. Bourgault, et M.M. Lambrechts, 2006. «A thirty year study of phenotypic and genetic variation of blue tits in Mediterranean habitats mosaics». BioScience 56 (8): 661-673.
- (en) 2006. «Man as ‘Designer’ of Mediterranean Landscapes : A Millennial Story of Humans and Ecological Systems during the Historic Period». Human Ecology 34 (5): 713-729.
- (en) En collaboration avec P. Perret, M.-C. Anstett, et C. Thébaud, 2002. «Evolution of sexual size dimorphism in birds: test of hypotheses using Blue tits in contrasted Mediterranean habitats». J. Evol. Biol. 15, 440-450.
- (en) En collaboration avec D. W. Thomas, M. M. Lambrechts, P. Perret, et J. R. Speakman, 2001. «Energetic and fitness costs of mismatching resource supply and demand in seasonally breeding birds». Science 291, 2598-2600.
- (en) 2000. «Evolution and ecology of birds on islands: Trends and prospects». Vie et Milieu - Life and Environment, 50, 205-220.
- (en) En collaboration avec C. Mourer-Chauviré, 1998. «Evolution and history of the western Palaearctic avifauna». Trends in ecology & evolution, 13(12), 488-492.
- (fr) « AVIFAUNE (Environnement) », dans Encyclopædia Universalis, Corpus 3 : Aromaticité - Bergman, Encyclopædia Universalis France S.A., Paris, Mars 1996, p. 660-662.  (ISBN 2-85229-290-4)
- (fr) « L’analyse des peuplements d’oiseaux, éléments d’un diagnostic écologique I. la méthode des échantillonnages fréquentiels progressifs (EFP) », La Terre et La Vie, Revue d'écologie appliquée, vol. 29, no 4, Société nationale de protection de la nature et d'acclimatation de France, Paris, 1975, p. 533-589. [lire en ligne]

## Distinctions honorifiques
- Croix de la Valeur militaire (citation à l'ordre de la Brigade, 1961)
- Médaille d'argent du CNRS (1980)
- Docteur honoris causa de la faculté des sciences de l'université catholique de Louvain (2004)[8]
- Président du Congrès international d'ornithologie[9] (2006)
- Grand prix de la Société française d'écologie (2009)[10]